# 21527 Horton
21527 Horton (1998 MV27) là một tiểu hành tinh vành đai chính được phát hiện ngày 24 tháng 6 năm 1998 bởi nhóm nghiên cứu tiểu hành tinh gần Trái Đất phòng thí nghiệm Lincoln ở Socorro.